# Stefan Brygiewicz
Stefan Brygiewicz (ur. 11 maja 1896 w Rosji, zm. 19 kwietnia 1919) – porucznik pilot Wojska Polskiego.

## Życiorys
Ukończył gimnazjum w Petersburgu, a potem wstąpił na tamtejszą Politechnikę. W czasie studiów działał w polskich organizacjach studenckich.
W czasie I wojny światowej został zmobilizowany do armii carskiej. Skierowany do szkoły pilotów morskich w Baku na Kaukazie, po jej ukończeniu w połowie 1918, przedostał się na ziemie polskie. Wstąpił na Wydział Budowy Maszyn Politechniki Warszawskiej.
Po rozbrojeniu Niemców wraz z prawie wszystkimi studentami Politechniki wstąpił do Wojska Polskiego. Po utworzeniu pierwszych eskadr lotniczych wstąpił do lotnictwa polskiego. Po przejściu dodatkowego szkolenia z pilotażu maszyn lądowych został przydzielony do 4 eskadry wywiadowczej. Podczas wojny polsko-bolszewickiej brał udział w walkach na froncie litewsko-białoruskim. m.in. w bombardowaniach Mołodeczna, Wilejki, Mińska. Podczas kolejnego lotu bojowego na samolocie Albatros C.III zginął śmiercią lotnika w okolicach Wołkowyska.
Za zasługi dla lotnictwa polskiego został odznaczony Polową Odznaką Pilota.